# Метантиол
Метантио́л (метилмеркапта́н) CH3SH — простейший представитель гомологического ряда тиолов, бесцветный токсичный газ с сильным неприятным запахом, при малых концентрациях напоминающим запах гнилой капусты.

## Свойства
Труднорастворим в воде, растворим в этаноле и диэтиловом эфире. Весьма огнеопасен. При высоких концентрациях негативно воздействует на центральную нервную систему. Порог ощущения запаха метантиола человеком при объемной концентрации 1 часть на миллион.
В газообразном виде тяжелее воздуха.

## Нахождение в природе
Метантиол образуется при различных процессах разложения сераорганических соединений, в первую очередь — при гниении белков, в состав которых входят серосодержащие аминокислоты — цистеин и метионин. Он находится также в испражнениях и кишечных газах человека и животных, придавая им вместе со скатолом и другими тиолами неприятный запах.

## Синтез
В промышленности метантиол синтезируют из метанола и сероводорода, используя в качестве катализатора диоксид тория, нанесенный на оксид алюминия в количестве 5—12 %, или кобальт — диоксид тория, при температуре 316—468 °С.

## Применение
Метантиол используется в производстве аминокислоты метионина, использующейся в качестве кормовой добавки, из акролеина {\displaystyle {\ce {H2C=CH-CHO}}}.
На первой стадии присоединением метантиола к акролеину синтезируют 3-метилтиопропионовый альдегид:
{\displaystyle {\ce {CH3SH + H2C=CH-CHO -> CH3SCH2CH2CHO,}}}
который далее используется в качестве карбонильного компонента в синтезе Штреккера:
{\displaystyle {\ce {CH3SCH2CH2CHO + HCN + NH3 -> CH3SCH2CH2CH(NH2)CN;}}}
{\displaystyle {\ce {CH3SCH2CH2CH(NH2)CN + H2O -> CH3SCH2CH2CH(NH2)COOH.}}}
Метантиол применяется при синтезе пестицидов и фунгицидов.
Метантиол также применяется в качестве одорирующей добавки к природному газу, используемому в быту для обнаружения людьми аварийных утечек природного бытового газа по запаху.

## Опасность
Метантиол ядовит, относится ко 2-му классу опасности. Максимальная разовая ПДК для атмосферного воздуха населенных мест составляет 0,006 мг/м3.